# Aqchah
Thành phố Aqchah nằm cách Sheberghan 50 km, với cao độ 283 m. Đây là trung tâm của huyện Aqcha ở tỉnh Jowzjan, miền bắc Afghanistan. Dân số của Aqchah là khoảng 50.000 người, phần lớn là thuộc hai dân tộc Turkmen và Uzbek. Thành phố này nằm cách đường chính Sheberghan-Mazari Sharif vài km. Thành phố này nổi tiếng về mặt hàng thảm truyền thống.